# Coccomycetella
Coccomycetella — рід грибів родини Odontotremataceae. Назва вперше опублікована 1917 року.

## Класифікація
До роду Coccomycetella відносять 2 види:
- Coccomycetella belonospora
- Coccomycetella richardsonii